# Brett Hundley
Brett Alan Hundley Jr (Chandler, 15 giugno 1993) è un giocatore di football americano statunitense che milita nel ruolo di quarterback per i Vegas Vipers della X Football League (XFL).

## Carriera universitaria

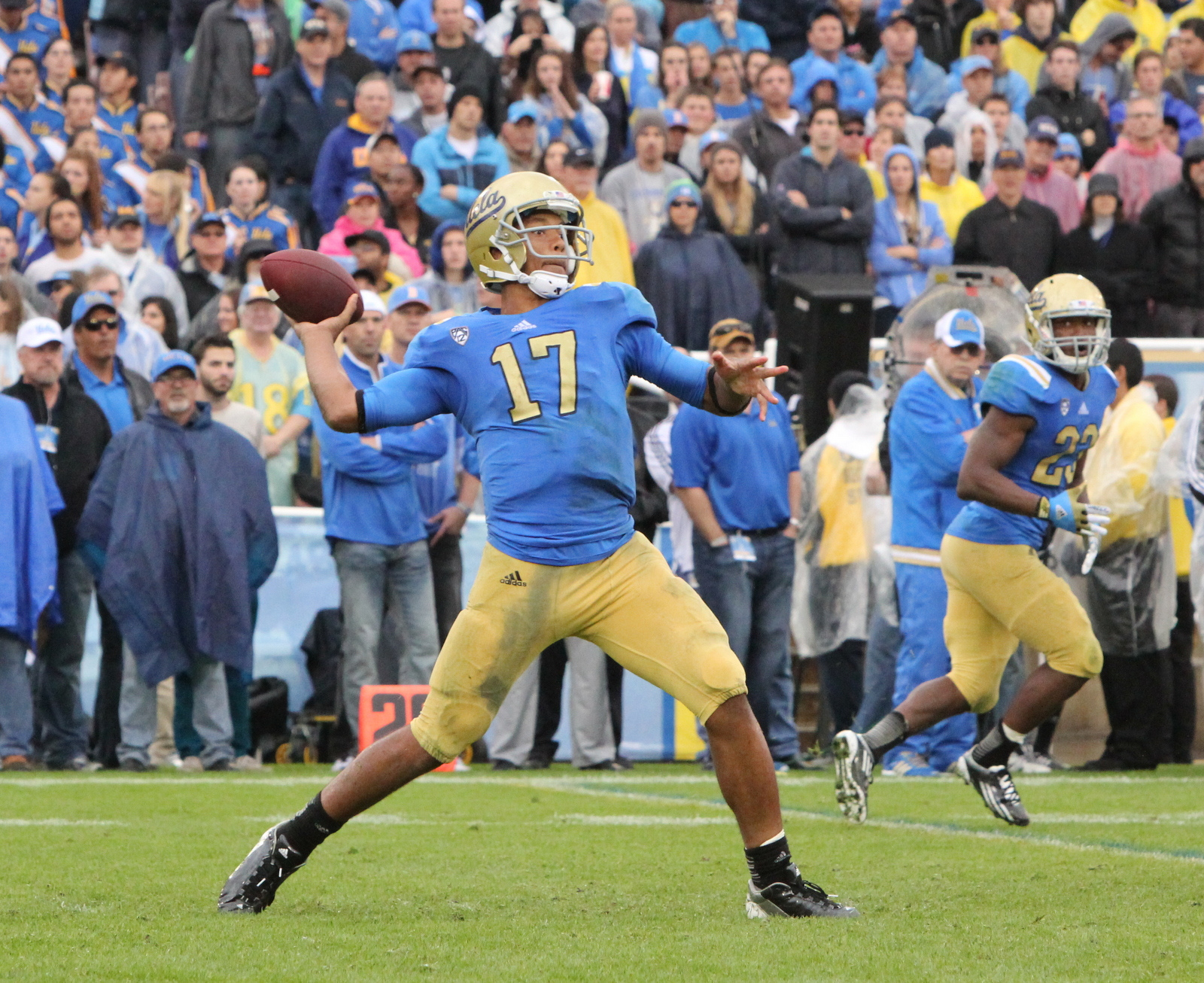
Hundley nel 2012 contro USC.

Dopo aver giocato a football per la Phoebus High School di Hampton, Hundley decise di giocare per l'Università della California a Los Angeles presso la cui squadra di football, i Bruins, pur se a disposizione non scese mai in campo.. Tuttavia l'anno seguente fu promosso a titolare dei Bruins, dando il la alla sua carriera sportiva universitaria con un touchdown su corsa da 72 yard nella gara di apertura che vide UCLA aver ragione di Rice per 49-24. Seguirono quindi ben 3 gare da più di 300 yard di fila contro Nebraska (305), Houston (320) ed Oregon State (372). Un record per Bruins, cui si aggiunse il secondo miglior risultato di tutti i tempi per un freshman dell'università losangelina, quando Hundle sempre nel match contro Oregon State totalizzò 404 yard di total offense. A fine stagione stabilì il record di total offense stagionale dei Bruins, arrivando a totalizzare 4095 nel Pacific-12 Football Championship Game perso contro Stanford, cui si aggiunse quello di yard passate (3745) nell'Holiday Bowl perso contro Baylor.

### Statistiche
| UCLA Bruins |          |          |          |          |          |          |          |          |          |     |       |       |       |       |       |
| Stagione    | Stagione | Passaggi | Passaggi | Passaggi | Passaggi | Passaggi | Passaggi | Passaggi | Passaggi |     | Corse | Corse | Corse | Corse | Corse |
| Stagione    | P        | Comp     | Att      | Comp %   | Yard     | Avg      | TD       | INT      | RAT      | Att | Yard  | Avg   | TD    |       |       |
| 2012        | 14       | 319      | 479      | 66,6     | 3745     | 7,8      | 29       | 11       | 147,7    | 160 | 355   | 2,2   | 9     |       |       |
| 2013        | 2        | 38       | 57       | 66,7     | 568      | 9,96     | 5        | 1        | 156,42   | 26  | 124   | 4,77  | 2     |       |       |
| Carriera    | 16       | 357      | 536      | 66,6     | 4313     | 8,04     | 34       | 12       | 152,06   | 186 | 479   | 2,57  | 11    |       |       |

Fonte: ESPN.com

## Carriera professionistica

### Green Bay Packers

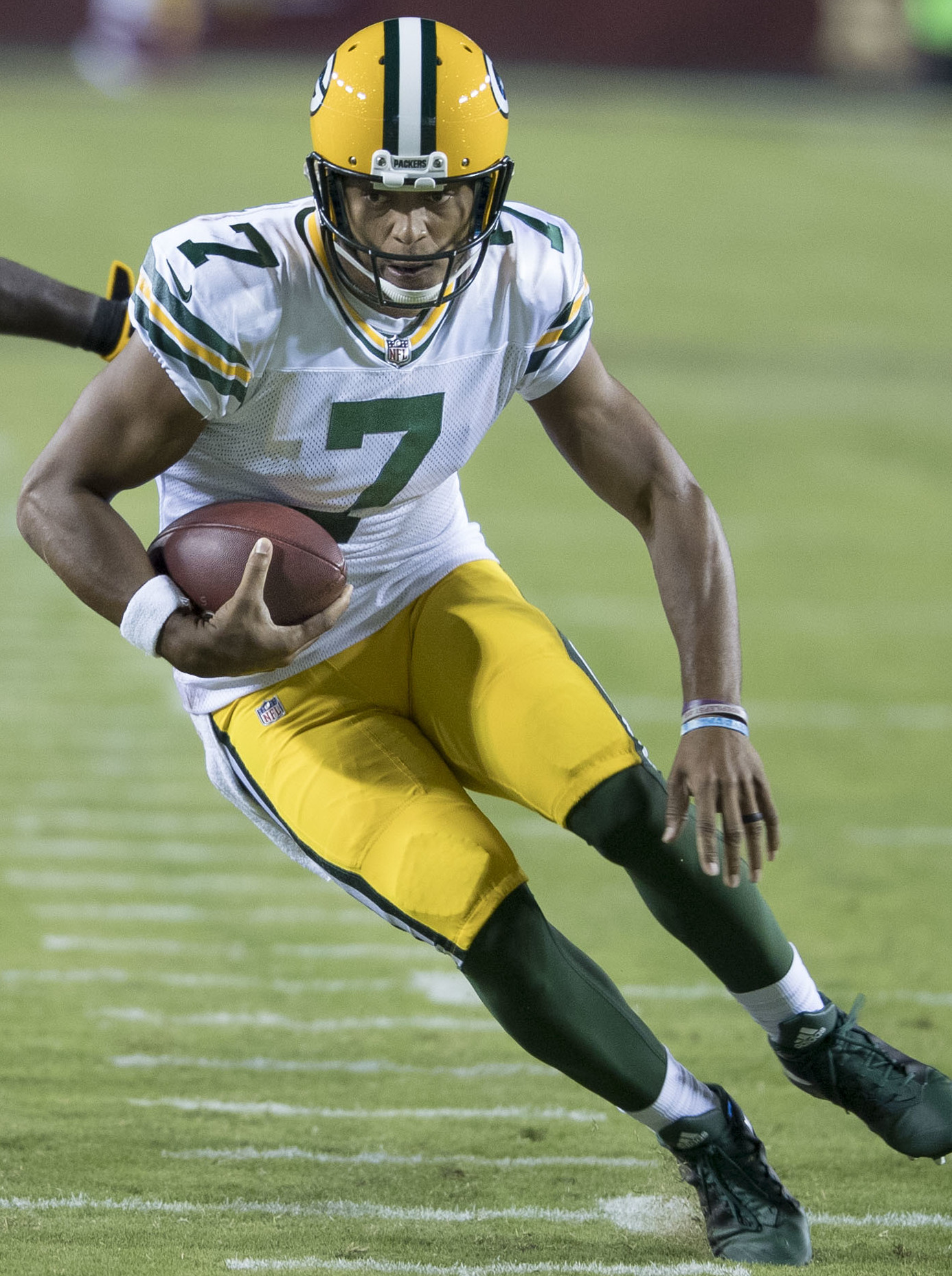
Hundley nella pre-stagione 2017

Durante il corso del 2013 Hundley fu inserito tra i migliori prospetti eleggibili nel Draft NFL 2014, venendo pronosticato per una potenziale chiamata al primo giro. Dopo avere deciso di rimandare di un anno l'appuntamento col draft, il 2 maggio 2015 fu scelto dai Green Bay Packers nel corso del quinto giro (147º assoluto). Dopo non essere mai sceso in campo nella sua prima stagione, debuttò subentrando ad Aaron Rodgers nel decimo turno del 2016, completando un passaggio su 4 tentativi contro i Tennessee Titans. La sua annata si chiuse con 4 presenze.
Nel sesto turno della stagione 2017 contro i Minnesota Vikings, Rodgers si fratturò una clavicola nel primo tempo in uno scontro con Anthony Barr, così Hundley poté giocare per la prima volta la maggior parte di una partita, in cui passò il primo touchdown in carriera ma subì anche tre intercetti nella sconfitta per 23-10. Sette giorni dopo disputò la sua prima gara come titolare ma passò solamente 87 yard e subì un intercetto nella sconfitta interna contro i New Orleans Saints. La prima vittoria come professionista per Hundley giunse nel decimo turno in casa dei Chicago Bears dove passò 212 yard e un touchdown nel 23-16 finale. Nella settimana 12 disputò la sua miglior prova stagionale con 245 yard passate e 3 touchdown ma Green Bay fu sconfitta all'ultimo secondo di gara dai Pittsburgh Steelers.
Nella settimana 14 i Packers vinsero la seconda gara consecutiva ai supplementari, con Hundley che portò la squadra a rimontare 14 punti di svantaggio contro i Cleveland Browns, terminando con 265 yard passate e 3 touchdown. Nella settimana successiva Aaron Rodgers, ristabilitosi, tornò ad essere nominato quarterback titolare ma Hundley ebbe comunque il merito di tenere la squadra in corsa nella caccia ai playoff fino a quel momento. Rodgers disputò però solamente quella partita, persa coi Panthers prima di tornare in lista infortunati, così Hundley disputò le ultime due gare della stagione, perse entrambe da Green Bay. La sua annata si chiuse con 1.836 yard passate, 9 touchdown e 11 intercetti subiti in 9 gare giocate come titolare.

### Seattle Seahawks
Il 29 agosto 2018 Hundley fu scambiato con i Seattle Seahawks per una scelta del sesto giro del draft 2019.

### Arizona Cardinals
Il 14 marzo 2019, Hundley firmò un contratto di un anno con gli Arizona Cardinals del valore di 1,88 milioni di dollari.